# Územně technická jednotka
Územně technická jednotka je v České republice pomocná statistická územní jednotka zavedená jako skladebná jednotka (převodník) k dosažení skladebnosti katastrálního a samosprávného členění území. Územně-technickou jednotkou je zpravidla katastrální území, ale v případech, kdy je rozděleno do více samosprávných městských obvodů nebo městských částí nebo kde v rozporu se zákonem zůstalo rozděleno do více obcí, je územně-technickou jednotkou vždy ta část katastrálního území, která patří do stejné samosprávné jednotky – v roce 2000 bylo v České republice 87 ÚTJ, které netvořilo celé katastrální území. Jakožto pomocná statistická jednotka nejsou evidovány v registru RÚIAN, ale pouze ve statistickém registru RSO.  

## Právní úprava
ÚTJ byly v Československu poprvé zavedeny vyhláškou Federálního statistického úřadu a Federálního ministerstva pro technický rozvoj č. 120/1979 Sb., o prostorové identifikaci. Později byl tento pojem definován v České republice zákonem č. 89/1995 Sb., o státní statistické službě, mezi definicemi pojmů v § 2, v témž zákoně jsou pak ÚTJ jmenovány jak součást soustavy územních prvků, které se dle § 20a evidují v Registru sčítacích obvodů a budov, správcem čísleníku ÚTJ je Český statistický úřad. 

## Využití
K 1. lednu 2000 bylo v České republice 13 078 katastrálních území a 13 196 územně technických jednotek, z toho 87 netvořilo celé katastrální území. 
Typickým příkladem použití ÚTJ jsou katastrální území hlavního města Prahy a několika dalších statutárních měst, kde některá katastrální území jsou rozdělena do více samosprávných městských obvodů nebo městských částí. Například pražské katastrální území Vinohrady je rozděleno do samosprávných městských částí Praha 2, Praha 3, Praha 10, Praha 1 a Praha 4, a proto územní průniky katastrálního území s jednotlivými městskými částmi jsou definovány jako územně-technické jednotky. V Praze se správní členění od katastrálního začalo rozrůzňovat v roce 1947 a zejména v centrální části Prahy se zásadně rozešly v roce 1949 a znovu v roce 1960. Ve statutárních městech a hlavním městě Praze je proto celkem o 50 ÚTJ více než k. ú. (navíc je 30 ÚTJ v Praze, 2 v Plzni, 6 v Ústí nad Labem, 3 v Pardubicích, 16 v Brně, 2 v Havířově, 2 v Opavě, 4 v Ostravě). 
V dalších několika případech rozpor mezi ÚTJ a k. ú. přetrvával katastrálním nedořešením změny území obcí: Strýčice, Obora u Radobytec, Třešně, Jesenice a Jerusalem patřily k jiné obci než zbytek katastrálního území, do kterého patřily. Toto řešení je považováno za provizorní, do doby definitivního rozdělení katastrálního území. 
Ve vojenských újezdech se katastr nemovitostí dosud (r. 2000) nevede, některá jejich katastrální území jsou také rozdělena na více ÚTJ. Vojenský újezd Doupov je rozdělen na pět katastrálních území, ale na 70 územně technických jednotek s názvy a vymezením podle bývalého katastru nemovitostí. 
Metodika RSO zmiňuje obecně možnost zavedení ÚTJ pro „výjimečné případy dalších (druhých) polygonů katastrálních území, které mají přechodnou platnost“. Komentář k produktům RSO zmiňuje rovněž použití ÚTJ v místech přesahu jednotlivých budov na území jiné obce.

## Názvy
Názvy ÚTJ zpravidla synteticky vyjadřují, které územní jednotky se v nich prolínají, tedy jsou tvořena názvem katastrálního území, spojovníkem a plným názvem samosprávné části, přičemž část za spojovníkem metodika nazývá „přívlastkem“, například: 
- Vinohrady-Praha 10
- Vinohrady-Praha 4 díl 2
- Černá Pole-Brno-Královo Pole
- Černá Pole-Brno-sever
- Ústí nad Labem-Ústí nad Labem-město
- Ústí nad Labem-Ústí nad Labem-Severní Terasa
- Bukov-Ústí nad Labem-Severní Terasa

V druhé polovině roku 2008 byly názvy sjednoceny tak, aby žádná ÚTJ neměla název totožný s katastrálním územím, se kterým není územně totožná, tj. přívlastky neměly pouze přesahující ÚTJ, ale i případná jádrová ÚTJ, tvořící hlavní část katastrálního území. Pokud některá dosavadní ÚTJ byla složena z více polygonů (navzájem nesousedících území), byly nově rozděleny na několik samostatných ÚTJ, do jejichž názvu byl doplněn přívlastek „díl 1“ a „díl 2“, přičemž označení „díl 1“ má ÚTJ s původním kódem, kdežto ÚTJ s označením „díl 2“ má zcela nový kód.
Jednoznačný identifikační kód ÚTJ je šesticiferný a je odvozen od kódu reprezentativní základní sídelní jednotky v dané ÚTJ, a to přičtením konstanty 60000 k prvnímu pětičíslí. Kód může být v rozmezí 60001 až 79999 a dále 90001 až 99999. K tomu je připojena šestá číslice jako kontrolní znak, je vypočtená metodou MODULO 11-ADDO.